# Herodes Agrippa II.
Herodes Agrippa II. (vlastně Marcus Iulius Agrippa; 27 – pravděpodobně 92/93) byl synem Heroda Agrippy I., bratrem Bereníky a posledním panovníkem z dynastie Herodovců. Od roku 50 až do své smrti vládl jako král dosazený Římem nad územím v dnešním Libanonu, Sýrii a Izraeli. Objevuje se i v Bibli ve Skutcích apoštolů: apoštol Pavel, jehož obvinili židé, a který se u guvernéra Porcia Festa odvolal k císaři, byl pak předveden před Heroda a Bereníku (Sk 25,13-26).
Herodes Agrippa II. byl vychováván podobně jako jeho otec u římského císařského dvora. Když roku 44 Herodes Agrippa I. zemřel, jeho syn byl ještě příliš mladý na to, aby nastoupil jako judský král. Teprve po smrti svého strýce Heroda z Chalkis převzal Herodes Agrippa II. královskou hodnost a řízení jeruzalémského chrámu s právem jmenovat velekněze. V důsledku toho se stal náboženskou hlavou všech Židů v Palestině i v židovské diaspoře. Zejména se roku 53 zasadil za alexandrijské Židy. Taktéž roku 53 získal od římského císaře Claudia bývalou Filipovu tetrarchii namísto Chalkidy, tj. Bataneu, Trachonitidu a Gaulanitis a dále území, kterému vládl Lysanias. Roku 54 znovu rozšířil jeho území císař Nero: Herodes Agrippa II. dostal města Tiberias a Tarichea v Galileji a Julias v Pereji i s okolními vesnicemi.
Stejně jako ostatní vládci herodovské dynastie se i Herodes Agrippa II. vyznačoval velkorysou a rozsáhlou stavební činností. Po dokončení stavebních prací na jeruzalémském chrámu nechal na vlastní náklady vydláždit ulice Jeruzaléma mramorem. Byl i dobrodincem helénistických měst pod svou vládou. Například nechal postavit divadlo v Berytu, financoval bohatá představení a rozdával obilí a olej obyvatelům. Herodes Agrippa II. se neúspěšně pokusil prostřednictvím jednání předejít židovské válce (66–70/73) proti Římanům. Po válce doprovázel římského generála a později císaře Tita do Říma, kde žil až do své smrti. Podle jeho nepřátel žil Herodes Agrippa II. v incestním vztahu se svou sestrou Bereníkou.